# Centro Ferroviario Vaporista de Riba-roja de Turia
La Asociación Centro Ferroviario Vaporista de Riba-roja de Túria gestiona actualmente un ferrocarril en miniatura en el Parque Maldonado del municipio Ribarroja de Turia.

## Historia
En 1986, en la asamblea general ordinaria de la Asociación Valenciana de Amigos del Ferrocarril (AVAF), varios socios de esta asociación propusieron a la misma la visita a las instalaciones que el Grupo Vapor Castellón había construido en la ciudad de Benicassim. La instalación consistía en un pequeño circuito de ferrocarril con ancho de vía de 127 mm (5" inglesas), donde hacían circular pequeñas locomotoras de vapor.
La visita se realizó a finales de mayo de 1986 y de ella quedó la firme intención de conseguir un circuito de estas características en Valencia. Para ello se formó el Grupo Vapor Valencia (GVV), como sección autónoma de la AVAF, y tras tres años de gestiones con diversos Ayuntamientos, se obtuvo una favorable acogida por parte del Ayuntamiento de Ribarroja de Turia, el cual procedió a realizar las obras necesarias para la construcción de un circuito de Vapor Vivo dentro del parque Maldonado, parque municipal de esa ciudad.
El circuito se inauguró en noviembre de 1989 y desde entonces está funcionando sin interrupción. En 1992, del GVV se crearon dos asociaciones, la Cultural Ferroviaria de Burjasot y el Centro Ferroviario Vaporista de Riba-roja de Túria, asociación que actualmente gestiona el circuito, pero el nacimiento de estas dos asociaciones no interrumpió el funcionamiento del circuito.
En el año 2005 se iniciaron obras de mejora del circuito, con renovación integral de la plataforma donde se asienta la vía y el rediseño del recorrido, adecuando los radios de curva a la normativa NEM para este tipo de ferrocarril.
El circuito pasó a tener 620 metros de recorrido, una estación término (Terme) y tres estaciones de paso (La Llacuna, Túria y Pinar), así como un depósito-taller, un anexo y un depósito semienterrado. En todos ellos se guarda el material rodante, salvo el del taller, donde sólo está el material que requiere algún mantenimiento o se está construyendo.
En el taller se construyen, reparan y mantienen las locomotoras y vagones por los propios socios. En total, junto al circuito principal, vías anexas, de sobrepaso, maniobras y estacionamiento, el circuito tiene 800 metros de vía y 22 desvíos.
La señalización para la circulación se realiza mediante señales luminosas de tres colores. Los trenes circulan en ambos sentidos, para lo que se efectúan cruces en las estaciones intermedias. 
Las estaciones están intercomunicadas mediante radio-emisoras portátiles. El Jefe de Circulación da las órdenes a los demás Jefes de Estación y estos solicitan vía libre a los restantes o entre estaciones vecinas. La circulación de los trenes sigue un reglamento de circulación que está basado en el que tenía la compañía NORTE, ya que ésta estaba en Valencia antes de 1940.